# جوي أنتونيولي
جوي أنتونيولي (بالهولندية: Joey Antonioli؛ بالإيطالية: Joey Antonioli) هو لاعب كرة قدم هولندي وإيطالي في مركز الوسط، ولد في 15 ديسمبر 2003 في فوردن في هولندا. لعب مع نادي فولندام.

## وصلات خارجية
- جوي أنتونيولي على موقع قاعدة بيانات كرة القدم.إي يو (الإنجليزية)
- جوي أنتونيولي على موقع Soccerway.com (الإنجليزية)
- جوي أنتونيولي على موقع عالم كرة القدم.نت (الإنجليزية)